# Polygala hainanensis
Polygala hainanensis är en jungfrulinsväxtart som beskrevs av Woon Young Chun och F.C. How. Polygala hainanensis ingår i släktet jungfrulinssläktet, och familjen jungfrulinsväxter. Utöver nominatformen finns också underarten P. h. strigosa.